# Mitrasacme nudicaulis
Mitrasacme nudicaulis är en tvåhjärtbladig växtart som beskrevs av Caspar Georg Carl Reinwardt och Carl Ludwig von Blume. Mitrasacme nudicaulis ingår i släktet Mitrasacme och familjen Loganiaceae. Utöver nominatformen finns också underarten M. n. citrina.